# Перейрас
Перейрас (порт. Pereiras)  —  муниципалитет в Бразилии, входит в штат Сан-Паулу. Составная часть мезорегиона Итапетининга. Входит в экономико-статистический  микрорегион Татуи. Население составляет 7541 человек на 2006 год. Занимает площадь 222,156 км². Плотность населения — 33,9 чел./км².

## Статистика
- Валовой внутренний продукт на 2003 составляет 70.155.911,00 реалов (данные: Бразильский институт географии и статистики).
- Валовой внутренний продукт на душу населения на 2003 составляет 10.111,84 реалов (данные: Бразильский институт географии и статистики).
- Индекс развития человеческого потенциала на 2000 составляет 0,777 (данные: Программа развития ООН).